# Giurgiu
Giurgiu (bulharsky Гюргево (Gjurgevo), turecky Yerköy, maďarsky Gyurgyevó) je hlavní město stejnojmenné župy na jihu Rumunska, na břehu Dunaje. Žije zde okolo 70 000 obyvatel.

## Popis

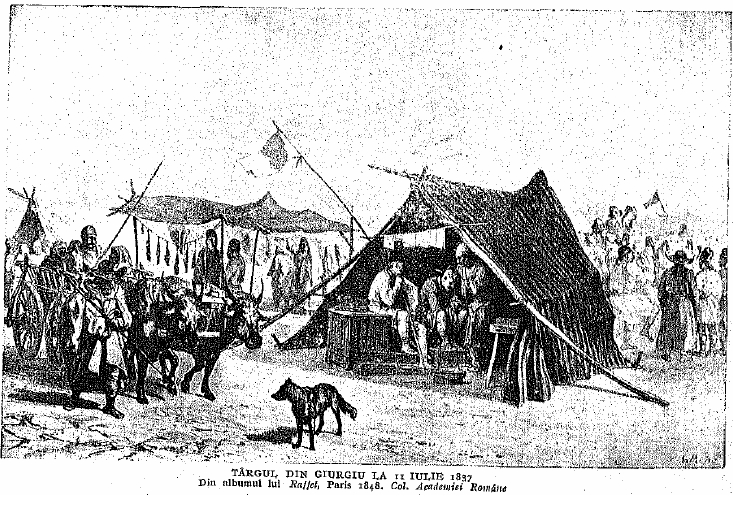
Giurgiu 1848

Giurgiu je významným dopravním uzlem v Rumunsku. Nachází se zde říční přístav, spolu s bulharským městem Ruse je Giurgiu spojené tzv. mostem přátelství, překonávajícím Dunaj (délka mostu činí 2 800 m). Byl postaven v roce 1954.Kromě toho sem vedou také i železniční spoje; od roku 1869 bylo Giurgiu prvním městem v zemi, jež spojila s metropolí Bukureští právě železnice. Okolí města je intenzivně zemědělsky využíváno; zdejší rovinatá krajina je velmi úrodná.
Hlavní turistickou atrakcí města je středověká pevnost, historie města začíná v dobách předřímských, sídlili zde Dákové. Později tuto oblast obsadila Římská říše, za jejíž vlády tu vzniklo město s názvem Theodorapolis. Giurgiu v dnešní podobě založili Janované, jež zde obchodovali s látkami.

## Sport
- FC Astra Giurgiu – fotbalový klub